# Право на недра
Право на недра (также более узкое понятие право на полезные ископаемые) — право распоряжения недрами Земли, или, в узком смысле, право на добычу полезных ископаемых. Различные законодательные системы трактуют право на недра по-разному: например, римское право связывало права на недра с собственностью на земельный участок, а немецкое право оставляло собственность на недра за государством. Эта разноголосица связана с объективными причинами:
- масштабы прибыльной экономической деятельности на земле и под землёй обычно существенно различаются, границы месторождений не совпадают с границами земельной собственности. Более того, природа горного дела обычно требует не владения местностью в определённых границах на некоторую глубину, а исключительных прав на месторождение;
- права на недра в большинстве стран имеют долгую историю и развивались в процессе взаимодействия добывающих компаний, владельцев земли и судебной системы.

Правовые режимы для угля, нефти и газа в пределах одной страны зачастую отличаются от принятых для других минералов.

## Общее и континентальное право
Хотя права на недра в разных странах трудно систематизировать, различие между общим правом и континентальным (римским) правом весьма заметно:
- в странах общего права (например, Великобритании) собственность на землю включает собственность на минеральные ресурсы;
- в странах, где правовая система эволюционировала из римского права (например, Франции или Испании) минеральные ресурсы принадлежат государству (так называемое государственное верховенство).

Например, в Германии также, несмотря на то, что согласно принятому еще в 1896 году и действующему и в настоящее время Германскому гражданскому уложению право собственности на земельный участок распространяется и на его недра, право собственности на полезные ископаемые, согласно Федеральному закону о недрах, принадлежит тому, кто обладает концессией на их разработку, при этом концессионер должен быть либо собственником участка земли, либо заключить договор с ним о передаче права недропользования. 
Закон Российской Федерации «О недрах» предусматривает, что недра в границах Российской Федерации, включая
подземное пространство и содержащиеся в недрах полезные ископаемые, энергетические и иные ресурсы, являются государственной собственностью. Участки недр не могут быть предметом купли, продажи, дарения, наследования, вклада, залога или отчуждаться в иной форме. Права пользования недрами могут отчуждаться или переходить от одного лица к другому в той мере, в какой их оборот допускается федеральными законами. Добытые из недр полезные ископаемые и иные ресурсы по условиям лицензии могут находиться в федеральной государственной собственности, собственности субъектов Российской Федерации, муниципальной, частной и в иных формах собственности.

### Горная регалия
Если государственное верховенство сводится к тому, что недра являются собственностью монарха, то такой законодательный принцип называется горной регалией (от лат. rex, «государь»).

### Горная свобода
Горная свобода — один из возможных принципов, применимых в вопросе права на недра, состоящий в праве любого горнопромышленника проводить геологическую разведку на любых землях, и, при обнаружении полезных ископаемых, праве первооткрывателя производить их разработку, с использованием необходимой для этого поверхности в виде землеотвода. По сути месторождение до его открытия при горной свободе является ничейной вещью, лат. res nullius. Горная свобода естественным образом ограничивает права землевладельца или землепользователя и потому возможна только в условиях государственного верховенства (например, при горной регалии или социализации земли).

## История

### Древний мир
В Древнем Египте, где на юге в глубокой древности были значительные разработки золота, серебра и меди, рудники составляли собственность царей. Карфагенская республика считала рудники своей собственностью и отдавала их в разработку частным лицам за плату в пользу государства.
В таком же положении находились в Древней Греции Лаврионские рудники и Пангейские рудники: как считает большинство специалистов, месторождения принадлежали городам-государствам, а аренда рудников выставлялась на аукционы, в которых принимали участие свободные граждане, которые работали на собственных участках, и крупные компании полагавшиеся на рабский труд. Окончательные выводы о правах на недра в Древней Греции делать трудно из-за крайне малого количества информации о структуре собственности. В Афинах, в частности, вопросы прав на минералы, видимо, решались от случая к случаю.
Иной принцип выставило римское право времён республики, по которому минералы, как плоды земли, полностью принадлежат вполне собственнику поверхности. С приобретением областей вне Италии этот взгляд изменился, поскольку Рим не отдавал новые земли в полную частную собственность, а оставлял за государством верховное право собственности. Государство стало оставлять за собой наиболее богатые месторождения, хотя многие другие и оставались в частной собственности. Начиная со времён Тиберия, и титул на землю более не предполагал права на недра. Граждане по-прежнему могли разрабатывать минералы на своей земле, но эта деятельность облагалась высокой пошлиной, иногда доходившей до 50 %. В любом случае количество рудников на частных землях было невелико, единый набор законов для всей империи отсутствовал, правовые режимы в провинциях (например, Галлии или Испании) сохраняли черты того права, что применялось в этих местностях до римского завоевания. Законом 382 года н. э. (изданным, возможно, только для Восточной империи) постановлено, что при разработке месторождений мрамора и других камней на частных землях следует уплачивать десятую долю в казну и столько же землевладельцу; в 393 году постановление это дополнено запрещением (относящимся и к Западной империи) искать благородные ископаемые (металлы, мрамор) под чужими домами. Это приводит к заключению, что в позднейшие времена Римской империи землевладельцы не считались безусловными собственниками недр.

### Средневековая Европа
Вопрос о том, надо ли следовать традициям Римской республики или империи, занимал умы средневековых юристов в течение столетий. Британская (и до XVI века французская) феодальные системы придерживались «республиканского» принципа: владелец земли владел и минералами; такая организация получала поддержку от мелких феодалов. В странах ближе к востоку правители и юристы придерживались имперского принципа: минералы принадлежали монарху, который мог выдавать привилегии на их разработку по своему усмотрению, право на недра для землевладельца ограничивалось глубиной вспашки.
В некоторых европейских странах горное дело возникло раньше, чем институт частной собственности на землю, при этом обычаи Англии совпадают с континентальными законами XII века: Хемницким (Венгрия), Иглауским (Моравия и Богемия, считающийся основополагающим в горном законодательстве), Фрейбергским (Саксония). Однако уже с VII века зафиксированы пожалования королями или герцогами духовным и светским властителям права добычи металлов или соли, иногда на землях, принадлежащих самим жалуемым, иногда же на землях, не принадлежащих ни жалуемому лицу, ни королю или герцогу. Таким образом, в Европе уже весьма рано подземные богатства считались собственностью не землевладельцев, а верховной власти (горная регалия). Процесс завершился в XV—XVI веках. Своим правом германские государи обыкновенно пользовались следующим образом: обложив добычу главнейших ископаемых в пользу своей казны определённой податью (чаще всего выплачиваемой натурой), они объявляли промысел этот свободным: всякому желающему предоставлялось искать месторождения этих ископаемых на всяких землях и в случае открытия получать от особого должностного лица известную площадь для разработки на неопределенное время, под условиями:
1. уплаты подати;
2. постоянного ведения разработки;
3. вознаграждения землевладельца за причиняемые ему на поверхности убытки.

Вознаграждение владельцу земли чаще всего состояло в уплате ему известной части подати королевской (1/3 или 1/4) или же в известной доле прибылей от разработки (нем. Grundkux, Freikux, Erbkux). Такой порядок и получил в Германии название горной свободы. Интересы фиска, создавшие эту свободу, привели, вместе с тем, к правительственной опеке и мелочной регламентации горных промыслов, развитие которых от этого сильно тормозилось. К концу XVIII века необходимость реформ в горном законодательстве стала очевидной, лидерство здесь принадлежит Франции.

### Франция
Во Франции все ископаемые считались собственностью короля. В XII веке феодалы добились признания за ними права распоряжения «низшими ископаемыми» (кроме золота, фр. fortune d’or au roi, fortune d’argent au baron), но не позже 1400 года вновь лишились этого права в пользу короны, Карл VI в 1413 году принял закон, подтверждающий права короля на минералы. С тех пор горная регалия прочно утвердилась во Франции. Другие европейские империи, глядя на положительный эффект этого подхода для французской казны в бедной минеральными ресурсами Франции, скопировали французские законы. Для эксплуатации её короли предоставляли повсеместную разработку известных ископаемых оптовым арендаторам. В Учредительном собрании физиократы добивались, чтобы собственность над недрами земными была признана за землевладельцами, но эти притязания были отражены Мирабо, и собрание в 1791 году постановило, что «рудники и копи состоят в распоряжении нации». Закон 1810 года, подвергшийся с течением времени некоторым изменениям (закон 1880 года), разделял все ископаемые на три разряда: рудники (фр. mines), копи (фр. minières) и каменоломни (фр. carrières). К первому принадлежали все металлические руды (но руды железные — только в жилах и пластах), сера, каменный уголь, горные смолы, квасцы, сернокислые соли с металлическим основанием, а с 1840 года — каменная соль и соляные источники. Рудники могли разрабатываться лишь по получении от правительства концессии, выдача которой зависела от усмотрения Государственного совета; ни землевладелец, ни первооткрыватель не имели никаких преимущественных прав на получение концессии. Второй разряд — копи — охватывал наносные железные руды (если для разработки их не требовалось горных работ), колчеданистые земли, способные к обращению в сернокислое железо, квасцовые земли и торф. Эти ископаемые находились в распоряжении землевладельца, но в известных случаях разработка их до 1866 года могла быть предоставлена правительством посторонним лицам. Законом 1866 года, кроме того, постановил, что предварительное разрешение требуется только для подземной разработки этих ископаемых. К третьему разряду — каменоломням — относились сланцы, песчаник, строительный камень: мрамор, гранит, известняк, гипс, мел, мергель, песок, глины, булыжник и т. п.; эти ископаемые находились в полнейшем распоряжении землевладельца, который мог разрабатывать их без всякого предварительного разрешения. Право поиска и разведки ископаемых, изъятых из распоряжения землевладельца, принадлежало собственнику земли и лицам, получившим на то его согласие, но правительство могло дать на это разрешение и без согласия землевладельца. Концессия могла быть выдана только на разработку такого месторождения, по отношению к которому правительство признавало возможность прибыльной эксплуатации, и только такому лицу, которое докажет, что обладает средствами для разработки и для уплаты вознаграждения землевладельцу. Пространства концессий (землеотводов) часто весьма обширны: 10, 20 и более квадратных километров. На месторождение ископаемых, полученное частным лицом в разработку, это лицо имело бессрочное вещное право, признаваемое недвижимым имуществом. Если эксплуатация рудника уменьшалась или останавливалась в ущерб интересам общества, то правительство могло продать концессию с публичного торга в пользу бывшего концессионера. Размер вознаграждения землевладельца за недра земные устанавливался актом концессии. Закон 1810 года, в противоположность закону 1791 года умалчивал о том, кому принадлежит право собственности на важнейшие ископаемые на частных землях, делая уступка притязаниям землевладельцев; но на практике вознаграждение землевладельцам за недра назначалось обыкновенно в размерах столь ничтожных (несколько сантимов в год с гектара поверхности отвода), что это требование закона соблюдалось лишь формальным образом. За часть поверхности, занятую работами по разведке или добыче ископаемого (следовательно, не за всю вообще поверхность отвода), землевладелец получал вознаграждение в размере двойного чистого дохода с неё; но если пользование участком длилось более года или делало его негодным для сельского хозяйства, то землевладелец мог потребовать от горнопромышленника приобретения участка в собственность, причем цена земли определялась в двойном размере стоимости, которую она имела до начала горных работ. За прочие убытки землевладельца концессионер отвечал по общим гражданским законам. Ископаемые должны были быть отданы в разработку или целыми месторождениями, или, по крайней мере, такими их частями, объём которых дозволял бы прибыльную самостоятельную эксплуатацию. Реальное разделение отвода на части (например, между сонаследниками) возможно было поэтому не иначе, как по особому разрешению правительства; если же концессия переходила к нескольким лицам или обществу, то должно было быть заключено соглашение о подчинении эксплуатации единому управлению. Французский закон 1810 года действовал с некоторыми изменениями в Бельгии, Голландии и Люксембурге и почти дословно повторялся в законодательствах Турции и Греции.

### Германия
В Германии притязания на горную регалию первоначально заявляли императоры (Ронкальское соглашение Фридриха Барбароссы в 1158 году), но с течением времени вынуждены были уступить её в пользу территориальных князей. Золотая булла Карла IV (1356 год) признала право на главнейшие ископаемые за светскими и духовными курфюрстами. Грамота, изданная Карлом V при избрании его императором (1519 год), гарантировала горную регалию всем имперским князьям, что было подтверждено Вестфальским мирным трактатом. Государи всегда оставляли за собою право монопольной разработки открытых месторождений (добыча соли никогда не выходила из рук казны). Таково было происхождение обширных казённых рудников и заводов в Пруссии (Саарбрюккен, Верхняя Силезия, Гарц), Австрии и других странах. Те горные промыслы, которые предоставлялись в разработку частным лицам, подлежали правительственной опеке, доходившей до мелочной регламентации. Первый шаг к реформе права на недра на основе французского законодательства был сделан в Саксонии в 1851 году, а в 1854 году был издан австрийский горный закон, оставивший за государством лишь технический надзор в интересах безопасности и сохранивший за казной право исключительной разработки соли. Закон провозгласил принцип горной свободы и право первооткрывателя по отношению к металлам, сере, квасцам, цементным водам, графиту, горным смолам и всякого рода минеральному углю. Прусский закон 1865 года, с незначительными изменениями действовавший во многих других германоязычных странах, изъял из распоряжения землевладельца золото, серебро, ртуть, железо (за исключением дерновых руд), свинец, медь, олово, цинк, кобальт, никель, мышьяк, марганец, сурьму и серу, квасцы и купоросные руды, минеральный уголь и графит, каменную соль и соляные источники, однако в некоторых землях остались многочисленные исключения: в Саксонии (как ранее в королевстве Саксонском) — уголь, в Силезии — железо, в Ганновере — соль и соляные источники составляют собственность землевладельца. Прусский закон также установил право первооткрывателя, но в противоположность австрийскому не требует предварительного разрешения государства на производство разведок. Вознаграждение землевладельца за недра прусский и австрийский законы отвергли в принципе; в тех же случаях, когда французский закон определял вознаграждение в двойном размере, они назначают его лишь в одиночном. Совладельцы одного рудника автоматически образовывали горное товарищество (нем. Gewerkschaft), которое представляло собою юридическое лицо; члены не имели права требовать раздела его имущества; их доли считались движимым имуществом.

### Италия
Италия к концу XIX века не имела единого горного законодательства. Закон 1859 года, действовавший в бывшем королевстве Сардинии, соответствовал французскому. В Тоскане ископаемые с XVIII века составляли собственность землевладельца; так же трактовались и залежи серы в Сицилии. Для новых разработок ископаемых повсеместно требуется согласие государственной власти.

### Швейцария
Разнообразие законов в XIX веке имелось и в Швейцарии, где, однако, преобладал принцип отделения собственности на недра от земельной.

### Испания и Португалия
В Испании и Португалии ископаемые в XIX веке состояли в распоряжении государства; без концессии со стороны государственной власти никто был не вправе приступить к их разработке.

### Швеция
В Швеции на начало XX века действовал закон 1884 года, основанный на принципе горной свободы.

### Англия
В Англии ископаемые (свинцовые рудники в графстве Дербишир, оловянные в Корнуолле и Девоншире) принадлежали королю, подобно тому, как раньше они принадлежали римскому государству. С глубокой древности там действовал принцип горной свободы. С течением времени, однако, землевладельцы присваивали себе право на недра земли, несмотря на неоднократные протесты королей. Елизавета I вынуждена была признать, что горной регалии подлежат лишь золотые и серебряные руды. Остатки горной свободы на начало XX века сохранились в графстве Дерби для свинцовых руд, в Корнуолле и Девоншире — для оловянных, в лесу Дин — для железных руд и каменного угля; но различные ограничения уже тогда сделали эти остатки годной свободы незначащими.

### США
В США все ископаемые считаются собственностью землевладельца; на подчинённых США территориях годный промысел в начале XX века был свободным в том смысле, что всякий может заняться разработкой ископаемых.

### Япония
В Японии горный закон 1873 года заимствовал положения из немецкого законодательства, но оставил чрезвычайно широкое поле на усмотрение правительства.

### Российская империя
В России законодательное закрепление права на недра относится ко временам Петра I. В нескольких разрозненных распоряжениях, относящихся к XVII веку, даётся разрешение искать руды повсеместно, «на чьей земле не прилучится», но в то же время для постройки заводов на землях поместных, вотчинных и монастырских требуется договор с владельцами. Первым законодательным распоряжением Петра I по горной части является указ 2 ноября 1700 года, который обязывает всякого, «кто в Москве и в городах ведает или впредь сведает на государевых или на чьих-нибудь землях золотую и серебряную и медную или иные какие руды», извещать об этом правительство; первооткрывателям обещано жалованье, тому же, «кто руду скроет», указ угрожает наказанием. Определённые правила установлены Берг-привилегией, изданной 10 декабря 1719 года, одновременно с учреждением Берг-коллегии. Провозгласив принцип горной регалии («Нам одним, яко монарху, принадлежат рудокопные заводы»), Пётр I, «дабы Божие благословение под землею в туне не оставалось», объявил, что «соизволяется всем и каждому во всех местах, как на собственных, так и на чужих землях, искать, плавить, варить и чистить всякие металлы и минералы». Открывший руду получает от Берг-коллегии привилегию или жалованную грамоту, по которой местные власти отводят ему для разработки 250 квадратных сажень. «С той земли, на которой промышленники построят завод, повинны заплатить тому владетелю от каждой руды или минерала, готово сделанного, 32-ю долю прибыли». Промышленники обязаны доставлять десятую долю от валовой добычи в казну, которой предоставлено и право преимущественной покупки золота, серебра, меди и селитры по ценам, определённым Берг-коллегией. Тем, «которые изобретенные руды утаят и доносить об них не будут, или другим в сыскании, устроении и расширении тех заводов запрещать и мешать будут, объявляется жестокий гнев, неотложное телесное наказание и смертная казнь и лишение всех имений». 
В 1720 году все права по Берг-привилегии предоставлены были и иностранцам. Указ от 26 сентября 1727 года предоставил промышленникам вести горный промысел на казенных землях без предварительного разрешения, но для устройства заводов в дачах тамошних обывателей они должны «иметь договор с теми владельцами добровольно». Это отступление от коренных начал Берг-привилегии объясняется тем обстоятельством, что количество свободных казённых земель в Сибири было чрезвычайно велико сравнительно с пространством земель частных, которые, к тому же, тогда весьма мало ценились. 3 марта 1739 года издан Берг-регламент, сохранивший все основные положения Берг-привилегии, но заменивший 1/32 долю чистой прибыли двумя процентами с каждого готового сделанного металла и минерала, «хотя бы промышленники от того прибыль получали или не получали». Принцип горной свободы, провозглашенный Берг-привилегией, применялся более 60 лет и способствовал упрочению и развитию в России горного дела. Коренной переворот в этом праве на недра последовал при Екатерине II, действовавшей под влиянием идей физиократов, воспринятых энциклопедистами. Манифестом от 28 июня 1782 года «право собственности каждого в имении его распространено на недра земли, на все сокровенные минералы и произращения и на все делаемые из того металлы». 
Производство разведок и добыча ископаемых были предоставлены доброй воле землевладельца; отменена обязанность горнопромышленников отдавать в казну золото и серебро по определённым законом ценам с сохранением лишь подати в размере 1/10 добычи. Частной добычи золота и серебра в России, впрочем, в то время не существовало; медь же, разработка которой частными лицами тогда уже производилась, не была изъята манифестом от обязательной поставки в казну, как и монопольное право казны на продажу соли было сохранено на прежнем основании (горная подать). Следующим важным узаконением является проект Горного Положения 13 июля 1806 года, введенный сначала в виде опыта на 6 лет и потому сохранивший название «проекта». Этим законом сделан шаг к признанию принципа горной свободы на казённых землях, предоставлением каждому права искать здесь руды и возобновлять рудники под условием обязательной поставки руды на казенные заводы. При составлении Свода Законов Горное Положение 1806 года было положено в основу Горного Устава, который до начала XX века оставался действующим правом (Св. Зак. т. VII, изд. 1857 г.) вместе с Уставом о частной золотопромышленности (изд. 1886 г.) и Уставом о соли (изд. 1887 г.; оба последние Устава также вошли в состав VII т. Св. Зак.). Горный Устав представлял собою обширное узаконение (2653 страницы), описывающее организацию местного горного управления, право на недра сводилось к нескольким статьям о праве частных лиц отыскивать руду на казённых землях. В итоге в Российской империи горное законодательство характеризовалось существованием горной регалии (выражающейся в горной подати и в обязательной поставке золота и серебра в казну для чеканки монеты), отсутствием горной свободы на частных землях и допущением её на землях казённых, к которым, в частности, принадлежали и земли сибирских инородцев («казенных поселян»). 
Несмотря на недостатки устава, с переходом горного ведомства в министерство государственных имуществ (1874) последнее отказалось от пересмотра Устава в целом и занялось изменением отдельных вопросов законодательства. Наиболее успешной оказалась деятельность министерства по вопросу о частной горной промышленности на свободных казённых землях, правила о которой были утверждены императором 2 июня 1887 года. Правила эти, проводящие принцип горной свободы, с правом первооткрывателя, распространялись на губернии Европейской России, за исключением кавказских и польских, и на области Акмолинскую, Семипалатинскую, Семиреченскую, Уральскую и Тургайскую. Свободными для горного промысла были объявлены казённые земли, состоящие в ведении управлений государственными имуществами или приписанные к казенным горным заводам, за исключением состоящих в бессрочном пользовании (земли посессионных заводов, казачьих войск и т. п.). Свободному горному промыслу на казённых землях подлежали: металлы и металлические руды (кроме золота и платины), ископаемые угли, горючие сланцы и смолы (кроме нефти и янтаря), графит, сера и серный колчедан, драгоценные камни, огнеупорные глины и камни. Горный промысел и участие в нём были запрещены занимающим в министерстве государственных имуществ должности по горной части и по управлению казенными землями, а также их жёнам и проживающим с ними детям — полностью, а также чинам того же ведомства, служащим в местных управлениях, и их семействам — в пределах округа, где они состояли на службе. Поиски ископаемых без вреда для поверхности допускались беспрепятственно; на производство разведок, сопряжённых с земляными работами, выдаются дозволительные свидетельства на 3 года, на определённую местность пространством в 4 квадратных версты, по одной версте в каждую сторону от разведочного знака, поставленного изыскателем. 
Для добычи ископаемых отводились особые площади в размере не более одной квадратной версты каждая, впредь до совершенной выработки, с правом перехода по наследству и переуступки другому лицу. За занятую поверхность вносилась оброчная плата в размере среднего годового дохода за три последних перед отводом года; особой платы за недра не полагалось, кроме горной подати. Несвоевременный взнос оброчной платы влёк за собой пеню в размере 10 %, а затем и продажу отвода с публичного торга. В течение одного года по утверждении акта об отводе, горнопромышленник обязан приступить к подготовительным работам, а в течение 3 лет с того же времени — начать саму добычу и производить её ежегодно на каждом отводе в количестве не менее установленного государством. Аналогичные, но не столь полные, правила были установлены для нефтяного (1 февраля 1872) и янтарного (21-го декабря 1874) промыслов на свободных казённых землях во всей империи. Значительные льготы были предоставлены каменноугольной промышленности на острове Сахалине (Правила 31 января 1878 года). Особое Положение было издано 8 марта 1864 года о промысле в области Войска Донского: промысел на станичных и владельческих землях принадлежал исключительно станичным обществам и землевладельцам; но по отношению к войсковым землям был применён принцип горной свободы с правом первооткрывателя. Вместо оброчной платы была установлена особая пошлина, обращаемая в общий войсковой капитал, как в фонд для улучшения горного промысла в Донском крае. Особые постановления существовали о соляном промысле и о частной золотопромышленности, которая допускалась не на всех казённых землях. На частных землям сохранялся принцип манифеста 1782 года, по которому недра находились в полном распоряжении собственника поверхности (Св. Зак., т. X, ч. 1, ст. 424. Устав Горный, ст. 559 и сл.). В 1875 году было разъяснено, что этот принцип относится и к выкупным землям: крестьяне имеют неограниченное право распоряжаться недрами земель, приобретенных ими в собственность по выкупу; но при предоставлении другим лицам добычи ископаемых, находящихся в землях, обложенных ещё выкупными платежами, требовалось обеспечения таких платежей (Особое Приложение к IX т. Св. Зак., II Пол. Выкуп., ст. 162, примеч.).

### Польша
В Польше, как и в соседней Германии, горная регалия выработалась весьма рано, на ней основывались отдельные привилегии королей из рода Пястов. При Казимире III был составлен статут (1368 год) для соляных копей Бохнии и Велички, которые обычно сдавались в аренду. Статут 1505 года проводит принцип горной свободы. Однако, первый выборный король, Генрих Валуа, признал за землевладельцами полное и безусловное право собственности на недра; это право было подтверждено Стефаном Баторием. Конституцией, данной Царству Польскому в 1815 году, подтверждены были все древние права землевладельцев — следовательно, и право на недра земли. Вскоре, однако, законом 6 мая 1817 года руды медные, свинцовые и серебряные, а также соль признаны были «общественным благом» и по отношению к ним до некоторой степени допущен был принцип горной свободы. Этот закон остался без серьёзных последствий: за все время его действия (до 1870 года) не было выдано ни одного разрешения ни на поиски, ни на разработку ископаемых в частных имениях; по казённым же имениям разрешения были выданы 67 лицам, из которых в 1865 году продолжали пользоваться ими только пятеро. Крестьянская реформа 1864 года возбудила вопрос о праве прежних владельцев на продолжение разработок, начатых в землях, отошедших к крестьянам. Вопрос этот имел большое значение и для казны, которая владела в польских губерниях обширными горнозаводскими имениями с довольно густым населением, получившим по указу 1864 года в собственность значительное количество земель. Исследование, произведенное горным инженером Антиповым, обратило внимание высшей власти на контраст, замечаемый между Царством и соседней Пруссией, — на высокую степень развития горного промысла во второй и крайне неудовлетворительное положение его в первом, хотя геогностическое строение обеих стран совершенно одинаковое. В результате явился закон 16 июня 1870 года, дополненный правилами 13 мая 1873 года. Закон этот применил принцип горной свободы по отношению к каменному углю, цинковым и свинцовым рудам; вознаграждение землевладельца он определяет не только за поверхность, занятую под разработку, но и за недра (в чём отступает от своего главного образца — прусского закона). Несмотря на многие недостатки, закон 1870 года дал новую жизнь горному делу в крае и за первые 17 лет своего применения привел к заявкам на более чем 1000 площадей, главным образом для добычи каменного угля. Закон был заменён Положением о горном промысле в губерниях Царства Польского, утвержденным 28 апреля 1892 года. Положение это также проводило принцип горной свободы, с правом первооткрывателя, на всякого рода землях, по отношению к ископаемым углям, рудам свинцовым, цинковым и железным (за исключением руд наносных и дерновых). Горный промысел в Царстве Польском был разрешён русским подданным всех состояний, за исключением евреев и лиц, которые не допускались к горному промыслу на казенных землях по российским правилам 2 июня 1887 года. Казна пользовалась теми же правами, как и частные лица. Для производства разведок собственником земли или лицом, получившим его согласие, не требовалось предварительного разрешения. Если собственник земли не допускал посторонних лиц к производству разведочных работ, то они могли быть разрешены окружным инспектором. Отвод площадей на чужих землях без согласия землевладельцев допускался в пользу первооткрывателя лишь с особого разрешения императора, порядком, установленным для принудительного отчуждения недвижимого имущества для государственной или общественной пользы. Отводная площадь образовывала новую, отдельную от поверхности земли, недвижимую собственность, для которой учреждалась особая ипотека. Вознаграждение землевладельца за недра при отсутствии добровольного соглашения определялось: по углю и цинковой руде — в размере 1 %, а по проч. ископаемым — в размере ½% с валовой добычи. В течение одного года со дня получения акта об отводе отводовладелец был обязан приступить к устройству рудника или копи, а со следующего за тем года начать саму добычу и производить её ежегодно на каждом отводе в количестве не менее 30 кубических саженей. В противном случае отвод мог быть отобран по постановлению министра государственных имуществ, при чём местность объявлялась свободной для заявок; кредиторы по ипотеке могли при этом требовать продажи отвода с торгов. Горнопромышленник был обязан производить работы по предварительно составленным им проектам, представляемым окружному инженеру, который наблюдал за соблюдением правил добычи.

### Грузия
Статьи горного Устава, регулирующие горные промыслы на Кавказе, были основаны на Горном Положении Грузии от 3 февраля 1816 года. По отношению к казённым землям они были основаны на принципе горной свободы, хотя определённые правила (17 апреля 1874 года) существовали только для поисков и разработки каменного угля на свободных землях Кавказского края. Для горных промыслов на владельческих землях требовалось соглашение с землевладельцем; но и в этом случае отвод производился местным горным управлением.

### Финляндия
В Финляндии, как и в Швеции, горная регалия окончательно установилась в 1552 году. Закон от 12 ноября 1883 года основывался на принципе горной свободы и прежнем шведском законодательстве; сохранялось и установленное последним право землевладельца участвовать в разработке рудника наполовину.